# Valmojado (kommunhuvudort)
Valmojado är en kommunhuvudort i Spanien.   Den ligger i provinsen Toledo och regionen Kastilien-La Mancha, i den centrala delen av landet, 40 km sydväst om huvudstaden Madrid. Valmojado ligger 654 meter över havet och antalet invånare är 2 887.
Terrängen runt Valmojado är huvudsakligen platt. Valmojado ligger uppe på en höjd. Runt Valmojado är det ganska glesbefolkat, med 34 invånare per kvadratkilometer. Närmaste större samhälle är Navalcarnero, 11,6 km nordost om Valmojado. Trakten runt Valmojado består till största delen av jordbruksmark.